# Utvidgad familj
Utvidgad familj kallas en familj som är större än den socialt normativa kärnfamiljen, det vill säga en familj endast bestående av en man, en kvinna och deras gemensamma biologiska eller adopterade barn. Den utvidgade familjen sträcker sig utanför kärnfamiljens gränser och kan exempelvis inkludera andra släktingar eller vara sammansatt av flera kärnfamiljer.
Exempel på utvidgade familjer;
- Familj sammansatt av två eller flera kärnfamiljer.[2]
- Familj bestående av individer från två eller flera generationer förenade genom släktskap på den manliga eller kvinnliga sidan och boende i samma bostad eller byggnad.[3]
- Familj bestående av två homosexuella par som skaffar barn gemensamt.[4]

Familjen som grupp är baserad på blodsband, äktenskap, partnerskap, syskonskap eller samboförhållande och bör ej blandas ihop med hushåll som är baserat på en gemensam lokalitet.  Dock kan en grupp av släktingar som lever nära varandra geografiskt och samtidigt har nära kontakt med varandra också kallas för en utvidgad familj. Ordets betydelse kan även variera mellan olika kulturer. 

## Historia
En idealiserad myt har länge varit att storfamiljen var det vanligaste i det äldre svenska samhället, detta stämmer inte då dödligheten var hög och jordbruken av liten storlek. Istället var den dominerande samlevnadsformen kärnfamiljen, och även den utvidgade familjen vanligt förekommande. I dessa sammanhang bestod den utvidgade familjen ofta av en kärnfamilj där något syskon eller förälder till någon av makarna också levde.
En av flera anledningar till den felaktiga bilden är förväxling mellan familj och hushåll. I det förindustriella samhället var nämligen hushållet snarare än familjen den sociala och ekonomiska basen. Hushållets storlek berodde i hög grad på den ekonomiska ställningen, där jordägande bönder och stadshantverkare ofta hade stora hushåll där tjänste- och arbetsfolk ingick utöver kärnfamiljen. Bland de fattigare hushållen såg situationen motsatt ut, där man släppte barn hemifrån tidigt för att ingå som tjänstefolk i hushåll som hade det bättre ställt. I borgerliga och adliga hem var det också vanligt att ogifta släktingar bodde i hushållet för längre eller kortare perioder, vilket ger en bild av stora familjer. 

## Ekonomi
I vissa fall delar den utvidgade familjen på de ekonomiska tillgångarna inom familjen. Detta samarbete ger ofta större möjlighet att anpassa sig till ekonomiska förhållanden. Exempel på detta samarbete kan hittas inom de flesta samhällsklasser, där det i de övre klasserna används för att exempelvis bevara ärvda rikedomar, medan det i de lägre klasserna kan vara ett verktyg för ekonomisk överlevnad.
I en utvidgad familj där exempelvis en far- eller morförälder till barnet ingår kan denne avlasta det oavlönade arbetet i hemmet från föräldrarna, och på så sätt öppna upp möjligheter för båda föräldrarna att ha ett arbete med inkomst utanför hemmet. Den äldre personen får i utbyte en förbättrad livssituation genom erkännande och stöd i vardagen. 